# تف ناخت
تف ناخت (في اليونانية المعروفة باسم تنيفاخثوس) كان أمير سايس ومؤسس قصير نسبيًا الأسرة المصرية الرابعة والعشرون؛ ارتقى ليصبح رئيسًا لـ المشواش في مدينته. يُعتقد أنه حكم ما يقرب من 732 قبل الميلاد إلى 725 قبل الميلاد، أو سبع سنوات. بدأ تفناخت الأول حياته المهنية كـ «الزعيم العظيم للغرب» وأمير سايس وكان متأخراً معاصراً لآخر حكام الأسرة الثانية والعشرون شيشنق الخامس. تف ناخت كان ثاني حاكم لسايس. وقد سبقه أوسوركون سي، وشهدت عدة وثائق تذكره بأنه رئيس هذه المدينة لقائد الجيش وقائد الجيش، وفقًا لكينيث كيتشن،  بينما سلفه كرئيس عظيم للغرب كان رجل يدعى عنخور. تمثال تم اكتشافه مؤخرًا، خصصه تفناخت الأول لـ آمون - رع، يكشف عن تفاصيل مهمة حول أصوله الشخصية. ينص نص التمثال على أن تفناخت كان ابن جيمنيفسوتكابو وحفيد باسا، كاهن آمون بالقرب من سايس. وبالتالي، لم ينحدر تف ناخت فعليًا من أي من سلالة زعماء المشواش والليبو كما يُعتقد تقليديًا، بل جاءوا من عائلة من الكهنة، وكان من المرجح أن يكون أسلافه مصريون وليس الليبيون.
تغيب تفناخت عن ذكر مانيتون، ربما بسبب الشكل المختصر الذي جاء به «ايجيبتياكا» إلينا، ربما لأن تف ناخت كان يعتبر مغتصبًا.

## السيرة الذاتية
أقام تف ناخت تبرعتان في السنتين 36 و 38 من شيشنق الخامس كأمير في سايس. يعتبر عامه 38 من بوتو مهمًا ليس فقط لأن تف ناخت توظف لقبًا مفاخرًا إلى حد ما "الزعيم العظيم للأرض بأكملها" ولكن أيضًا بسبب قائمة ألقابه الدينية كـ "نبي نيث وإدجو وسيدة إيماي . وهذا يعكس سيطرته على سايس وبوتو إلى الشمال وكوم الهيش إلى الجنوب الغربي حتى قبل النهاية. من الأسرة الثانية والعشرين - بوفاة شوشنق الخامس - ويعكس القاعدة السياسية لتف ناخت في منطقة غرب الدلتا في مصر. كانت الأسرة الثانية والعشرون ممزقة سياسياً حتى قبل وفاة شوشنق الخامس، أسس تف ناخت عاصمته في سايس، وشكل تحالفاً مع ملوك صغار آخرين في منطقة دلتا النيل من أجل احتلال وسط وصعيد مصر، التي كانت تحت سيطرة الملك النوبي بعنخي. كان قادرًا على الاستيلاء على العديد من مدن منطقة الدلتا وتوحيدها، مما جعل تف ناخت أقوى بكثير من أي من أسلافه في الأسرة الثانية والعشرون أو الثالثة والعشرون.
لم يكن تف ناخت عضوا في الأسرة الثانية والعشرين في مصر حيث أن تانيس تقع في شرق الدلتا بينما كانت مدينته المحلية سايس تقع في غرب الدلتا بالقرب من ليبيا. يلمح لقبه المتواضع «الزعيم العظيم للغرب» أيضًا إلى خلفية غير ملكية. قبل توليه لقب «الزعيم العظيم للغرب»، تمكن تفناخت من بسط سيطرته جنوبًا، والاستيلاء على مدينة منف وحاصر مدينة هيراكليوبوليس، التي كانت حليفًا الكوشي ملك النوبة بيي. وقد تسبب ذلك في مواجهة معارضة كبيرة من بعنخي، خاصة بعد انشقاق نيملوت، الحاكم المحلي لـ هرموبوليس عن دائرة نفوذ بعنخي، إلى جانبه. سرعان ما تحقق زوجان من الاشتباكات البحرية من أي تقدم آخر من قبل تحالف تف ناخت في أراضي مصر الوسطى، وسرعان ما استعاد بعنخي ممفيس. بعد مزيد من الحملات، استسلم حلفاء تف ناخت اللبييين وسرعان ما وجد تفناخت نفسه معزولًا. أرسل أخيرًا خطابًا رسميًا يقدم فيه ولائه ويقسم ولاءه لـ بعنخي. ومع ذلك، كان تف ناخت هو أمير مصر السفلى الوحيد الذي تجنب رؤية باي وجهاً لوجه. تم سرد هذه التفاصيل في النصر العظيم اللوحة التي نصبها هذا الحاكم النوبي في يوم رأس السنة الجديدة من عامه الحادي والعشرين في الحكم. بعد ذلك بوقت قصير، عاد بعنخي إلى موطنه في النوبة في جبل البركل، ولم يعد إلى مصر السفلى مرة أخرى.

## ألقابه
كذلك نعرف من لوحتين للهبات أن تف ناخت كان ملكا بكل ما يحمله هذا اللقب من معان، كما انتحل لقب"ابن نيت (بالإنجليزية: Neith)" ربة مدينة سايس. وربما كان تف ناخت منافسا للمدعو «بيي أو بعنخي» الذي توج كفرعون بعد انسحاب القوات الكوشية، وقد يكون كذلك ستفيناتس (بالإنجليزية: Stephinates). (والذي صوب إلى تفيناستس) وأدرجه مانيتون في بداية أسرته السادسة والعشرين الصاوية، والذي حكم حوالي عام 700 ق.م. ومهما كان الأمر فمن خلال شهادة الأثيوبي نفسه، كان تف ناخت يرمز لحيوية المصريين في الغرب الذين جهدوا على مدى ثلاثة أرباع قرن من الزمان لإعادة شمل الوحدة.

## الملكية

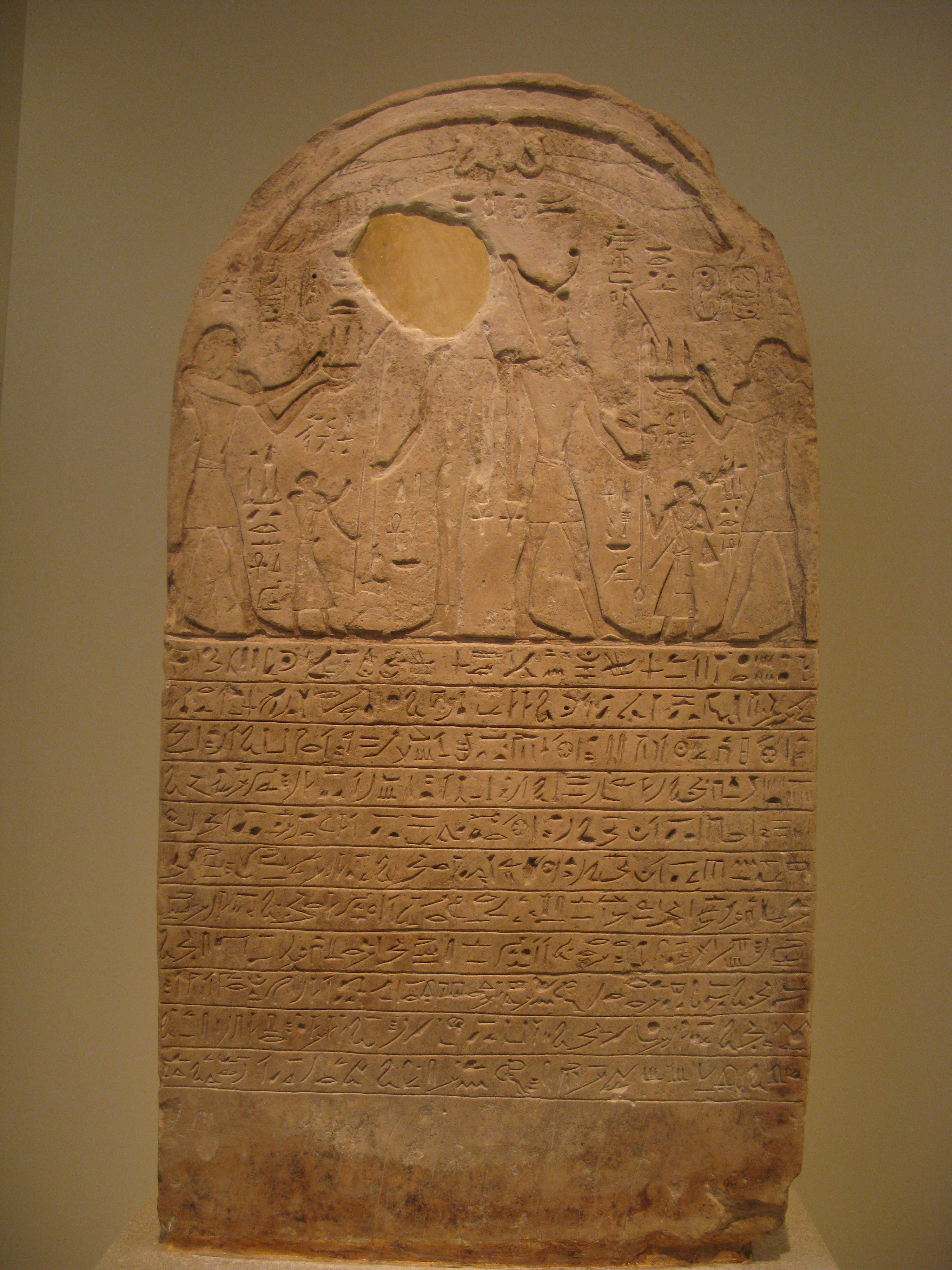
لوحة كاملة من تف ناخت

على الرغم من هذه النكسة، تُرك تفناخت وحده كأمير محلي لمنطقته المحلية سايس. تمكن، بمرور الوقت، من استعادة سيطرة مملكته في منطقة الدلتا قريبًا من الفراغ السياسي الذي نتج بعد رحيل بعنخي من هذه المنطقة. يُعتقد عمومًا أن الأمير تف ناخت أعلن نفسه رسميًا كملك واعتمد لقبًا ملكيًا في وقت ما بعد مغادرة بعنخي من مصر السفلى. خليفته في سايس كان با كن رع نف.
في حين أن معظم العلماء مثل كينيث كيتشن قد ساوى مانيتون بين تفناخت الأول وتف ناخت الثاني والملك من سايس الذي يشهد عليه لوحة التبرع بأثينا للعام الثامن، وهو مقال حديث بقلم أوليفييه بيردو  تف ناخت الثاني، ملك سايس في وقت لاحق والذي حكم في منتصف 680 قبل الميلاد خلال أواخر الأسرة الخامسة والعشرين النوبيين. في ورقته البحثية، نشر بيردو لوحًا تم اكتشافه حديثًا يرجع تاريخه إلى العام الثاني من عهد نخاو الثاني، والذي يؤكد أنه مشابه في الأسلوب والنص والمحتوى إلى لوحة العام الثامن تف ناخت الثاني، بالتالي، أن هذين الملكين من سايس - نخاو الأول وتفناخت الثاني - كانا معاصرين مقربين. ومع ذلك، لكن هذه الحجة غير مقبولة حاليًا من قبل معظم العلماء المصريين مثل دانيل كان أو كينيث كيتشن الذين ما زالوا يعتقدون أن لوحة عام 8 في أثينا للملك تف ناخت الثاني تنتمي على الأرجح إلى تف ناخت الأول بدلاً من تف ناخت الثاني افتراضي الذي كان من الممكن أن يفترض بعد ذلك في عام 685 قبل الميلاد في سايس - في وقت مبكر من عهد طهارقة، أحد أقوى الحكام النوبيين في مصر. شدد كان أيضًا في مؤتمر علم المصريات في ليدن على أن معايير بيردو الكتابية هنا في لوحة أثينا الشهيرة - مثل استخدام الباروكة الثلاثية الأطراف، وهي الطريقة التي من خلالها يبقي الإله الذي يرأسه الصقر رأسه مستقيماً في نفس اللوحة وعلى المعبد نقوش جدارية معاصرة لعصر تف ناخت الأول، زخرفة مشهد اللوحة: الجنة مدعومة بصولجان واس - تظهر بالفعل مستخدمة في الأسرة الرابعة والعشرون أو أوائل الأسرة الخامسة والعشرون من الأسرة النوبية خلال بعنخي، شباكا أو حكم باكنرانيف. يمكن العثور على الجانب الخلفي غير المرئي من شعر مستعار ثلاثي الأطراف على لوحة تبرع شبتكو من فاربيتوس وعلى باكنرانيف / إناء بوكوريس التي يرجع تاريخها إلى الماضي أيام بعنخي وبداية شباكا - كلها تبدو قريبة من الوقت المفترض للعهد المفترض لتفناخت الأول. علاوة على ذلك، بعنخي رأس الإله حورس برأس الصقر، كما أشار بيردو نفسه، يشبه في الأسلوب لوحة تفناخت، رئيس المنافس الرئيسي لـ المشواش وبعنخي.
على عكس نخاو الأول، لم يتم إثبات أي من أسلاف الملك المفترضين، مثل نخاو با وتف ناخت الثاني بشكل كبير في مصر السفلى. وبالتالي، قد يكون الملكان الأخيران اللذان يظهران في سجلات خلاصة مانيثو خياليين. علاوة على ذلك، من غير المحتمل أن طهارقة، الذي ربما يكون أحد أقوى الملوك الكوشيين في الأسرة الخامسة والعشرين النوبيين خلال الثمانية عشر عامًا الأولى من حكمه، كان سيتسامح مع وجود سلالة منافسة من الملوك المصريين الأصليين في سايس خلال النصف الأول من الحكم. عهده عندما مارس السيطرة الكاملة على منف ومنطقة الدلتا. بعد كل شيء، حارب حكام الأسرة الرابعة والعشرون تف ناخت وبا كن رع نف والد طهارقة بعنخي وقاوموا توسع شباكا لقوة الكوشيين في منطقة الدلتا.

## مقالات ذات صلة
- الأسرة الرابعة والعشرون